# Acianthera wageneriana
Acianthera wageneriana é  uma espécie de orquídea (Orchidaceae) que existe da Bolívia à Venezuela e em Minas Gerais, Brasil. Pertence à secção Sicaria, subseção Sicaria do gênero Acianthera, caracterizado plantas de crescimento cespitoso, com caules secundários, também chamados ramicaules, com a secção superior triangular, mais largos junto a folha que na base, inflorescência subséssil com poucas ou muitas flores, segmentos florais frequentemente espessos, ou levemente pubescentes ou papilosos, em um grupo composto por plantas mais fibrosas e resistentes, com ramicaule canaliculado, sem asas ou com asas estreitas, cuja folha não parece uma continuação do ramicaule, ou seja, a ligação entre os dois é clara. Esta espécie tem folhas muitos estreitas com flores alaranjadas com listas e margens púrpura, solitárias de sépalas laterias livres com ápice obtuso arredondado, e labelo púrpura escuro claramente fendido longitudinalmente com lobos laterais agudos e intermediário alargado com ápice obtuso.

## Publicação e sinônimos
- Acianthera wageneriana (Klotzsch) Pridgeon & M.W.Chase, Lindleyana 16: 247 (2001).

Sinônimos homotípicos:
- Pleurothallis wageneriana Klotzsch, Allg. Gartenzeitung 20: 274 (1852).

Sinônimos heterotípicos:
- Pleurothallis convexifolia Barb.Rodr., Gen. Spec. Orchid. 1: 17 (1877).
- Pleurothallis xylobiochila Kraenzl., Ark. Bot. 16(8): 9 (1921).

- Pleurothallis dasychila Luer, Selbyana 3: 286 (1977).

- Acianthera dasychila (Luer) Carnevali & G.A.Romero in O.Hokche, P.E.Berry & O.Huber (eds.), Nuevo Cat. Fl. Vasc. Venezuela: 753 (2008).